# Pilot Pen Tennis 2006 - Qualificazioni singolare femminile
Le qualificazioni del singolare femminile del Pilot Pen Tennis 2006 sono state un torneo di tennis preliminare per accedere alla fase finale della manifestazione. I vincitori dell'ultimo turno sono entrati di diritto nel tabellone principale. In caso di ritiro di uno o più giocatori aventi diritto a questi sono subentrati i lucky loser, ossia i giocatori che hanno perso nell'ultimo turno ma che avevano una classifica più alta rispetto agli altri partecipanti che avevano comunque perso nel turno finale.
Le qualificazioni del torneo Pilot Pen Tennis 2006 prevedevano 32 partecipanti di cui 4 sono entrati nel tabellone principale.

## Teste di serie
1. Assente
2. Assente
3. Michaëlla Krajicek (primo turno)
4. Samantha Stosur (ultimo turno)

1. Mara Santangelo (ultimo turno)
2. Catalina Castaño (ultimo turno)
3. Jill Craybas (Qualificata)
4. Nastas'sja Jakimava (primo turno)

## Qualificati
1. Sun Tiantian
2. Eléni Daniilídou

1. Jill Craybas
2. Galina Voskoboeva

## Tabellone

### Legenda
| - Q = Qualificato - WC = Wild card - LL = Lucky loser | - ALT = Alternate - SE = Special Exempt - PR = Protected Ranking | - w/o = Walkover - r = Ritirato - d = Squalificato |

### Sezione 1
|  | Primo turno  | Primo turno     | Primo turno     | Primo turno | Primo turno |  |  | Secondo turno | Secondo turno   | Secondo turno   | Secondo turno   | Secondo turno   |   |   | Ultimo turno | Ultimo turno | Ultimo turno | Ultimo turno | Ultimo turno |  |
|  |              |                 |                 |             |             |  |  |               |                 |                 |                 |                 |   |   |              |              |              |              |              |  |
|  | Audra Cohen  | Audra Cohen     | Audra Cohen     | 6           | 6           |  |  |               |                 |                 |                 |                 |   |   |              |              |              |              |              |  |
|  | Ol'ga Savčuk | Ol'ga Savčuk    | Ol'ga Savčuk    | 4           | 4           |  |  | Audra Cohen   | Audra Cohen     | Audra Cohen     | 3               | 2               |   |   |              |              |              |              |              |  |
|  | Sun Tiantian | Sun Tiantian    | 7               | 3           | 6           |  |  | Sun Tiantian  | Sun Tiantian    | Sun Tiantian    | 6               | 6               |   |   |              |              |              |              |              |  |
|  | Kaia Kanepi  | Kaia Kanepi     | 65              | 6           | 3           |  |  |               |                 |                 |                 |                 |   |   |              | Sun Tiantian | Sun Tiantian | 7            | 6            |  |
|  | Meilen Tu    | Meilen Tu       | 6               | 2           | 7           |  |  |               |                 | 5               | Mara Santangelo | Mara Santangelo | 5 | 1 |              |              |              |              |              |  |
|  | Ahsha Rolle  | Ahsha Rolle     | 1               | 6           | 68          |  |  |               | Meilen Tu       | Meilen Tu       | 3               | 1               |   |   |              |              |              |              |              |  |
|  | 5            | Mara Santangelo | Mara Santangelo | 7           | 7           |  |  | 5             | Mara Santangelo | Mara Santangelo | 6               | 6               |   |   |              |              |              |              |              |  |
|  |              | Juliana Fedak   | Juliana Fedak   | 65          | 5           |  |  |               |                 |                 |                 |                 |   |   |              |              |              |              |              |  |

### Sezione 2
|  | Primo turno            | Primo turno            | Primo turno        | Primo turno | Primo turno |  |  | Secondo turno    | Secondo turno    | Secondo turno    | Secondo turno    | Secondo turno |   |   | Ultimo turno | Ultimo turno     | Ultimo turno | Ultimo turno | Ultimo turno |  |
|  |                        |                        |                    |             |             |  |  |                  |                  |                  |                  |               |   |   |              |                  |              |              |              |  |
|  |                        | Eléni Daniilídou       | Eléni Daniilídou   | 6           | 6           |  |  |                  |                  |                  |                  |               |   |   |              |                  |              |              |              |  |
|  | 9                      | Jamea Jackson          | Jamea Jackson      | 4           | 2           |  |  | Eléni Daniilídou | Eléni Daniilídou | Eléni Daniilídou | 6                | 7             |   |   |              |                  |              |              |              |  |
|  | Vania King             | Vania King             | 4                  | 6           | 6           |  |  | Vania King       | Vania King       | Vania King       | 4                | 63            |   |   |              |                  |              |              |              |  |
|  | Virginia Ruano Pascual | Virginia Ruano Pascual | 6                  | 4           | 3           |  |  |                  |                  |                  |                  |               |   |   |              | Eléni Daniilídou | 6            | 4            | 6            |  |
|  | Tathiana Garbin        | Tathiana Garbin        | 6                  | 1           | 6           |  |  |                  |                  | 6                | Catalina Castaño | 3             | 6 | 1 |              |                  |              |              |              |  |
|  | Jessica Kirkland       | Jessica Kirkland       | 1                  | 6           | 3           |  |  |                  | Tathiana Garbin  | Tathiana Garbin  | 4                | 0             |   |   |              |                  |              |              |              |  |
|  | 6                      | Catalina Castaño       | Catalina Castaño   | 6           | 6           |  |  | 6                | Catalina Castaño | Catalina Castaño | 6                | 6             |   |   |              |                  |              |              |              |  |
|  |                        | Viktoryja Azaranka     | Viktoryja Azaranka | 1           | 2           |  |  |                  |                  |                  |                  |               |   |   |              |                  |              |              |              |  |

### Sezione 3
|  | Primo turno     | Primo turno          | Primo turno          | Primo turno | Primo turno |  |  | Secondo turno        | Secondo turno        | Secondo turno   | Secondo turno   | Secondo turno |   |   | Ultimo turno | Ultimo turno  | Ultimo turno  | Ultimo turno | Ultimo turno |  |
|  |                 |                      |                      |             |             |  |  |                      |                      |                 |                 |               |   |   |              |               |               |              |              |  |
|  |                 | Anastasija Rodionova | Anastasija Rodionova | 6           | 7           |  |  |                      |                      |                 |                 |               |   |   |              |               |               |              |              |  |
|  | 3               | Michaëlla Krajicek   | Michaëlla Krajicek   | 1           | 5           |  |  | Anastasija Rodionova | Anastasija Rodionova | 6               | 4               | 2             |   |   |              |               |               |              |              |  |
|  | Melinda Czink   | Melinda Czink        | Melinda Czink        | 6           | 6           |  |  | Melinda Czink        | Melinda Czink        | 1               | 6               | 6             |   |   |              |               |               |              |              |  |
|  | Maret Ani       | Maret Ani            | Maret Ani            | 4           | 2           |  |  |                      |                      |                 |                 |               |   |   |              | Melinda Czink | Melinda Czink | 3            | 2            |  |
|  | Bethanie Mattek | Bethanie Mattek      | 4                    | 6           | 6           |  |  |                      |                      | 7               | Jill Craybas    | Jill Craybas  | 6 | 6 |              |               |               |              |              |  |
|  | Akiko Morigami  | Akiko Morigami       | 6                    | 3           | 4           |  |  |                      | Bethanie Mattek      | Bethanie Mattek | Bethanie Mattek |               |   |   |              |               |               |              |              |  |
|  | 7               | Jill Craybas         | 2                    | 7           | 6           |  |  | 7                    | Jill Craybas         | Jill Craybas    | Jill Craybas    | W-O           |   |   |              |               |               |              |              |  |
|  |                 | Al'ona Bondarenko    | 6                    | 5           | 4           |  |  |                      |                      |                 |                 |               |   |   |              |               |               |              |              |  |

### Sezione 4
|  | Primo turno            | Primo turno            | Primo turno            | Primo turno       | Primo turno |  |  | Secondo turno     | Secondo turno     | Secondo turno     | Secondo turno     | Secondo turno     |   |   | Ultimo turno | Ultimo turno    | Ultimo turno    | Ultimo turno | Ultimo turno |  |
|  |                        |                        |                        |                   |             |  |  |                   |                   |                   |                   |                   |   |   |              |                 |                 |              |              |  |
|  | 4                      | Samantha Stosur        | Samantha Stosur        | 6                 | 6           |  |  |                   |                   |                   |                   |                   |   |   |              |                 |                 |              |              |  |
|  |                        | Romina Oprandi         | Romina Oprandi         | 3                 | 2           |  |  | 4                 | Samantha Stosur   | 6                 | 4                 | 6                 |   |   |              |                 |                 |              |              |  |
|  | Vera Duševina          | Vera Duševina          | Vera Duševina          | Vera Duševina     | 5           |  |  |                   | Vera Duševina     | 1                 | 6                 | 1                 |   |   |              |                 |                 |              |              |  |
|  | Jarmila Gajdošová      | Jarmila Gajdošová      | Jarmila Gajdošová      | Jarmila Gajdošová | 3r          |  |  |                   |                   |                   |                   |                   |   |   | 4            | Samantha Stosur | Samantha Stosur | 4            | 5            |  |
|  | Galina Voskoboeva      | Galina Voskoboeva      | Galina Voskoboeva      | 7                 | 6           |  |  |                   |                   |                   | Galina Voskoboeva | Galina Voskoboeva | 6 | 7 |              |                 |                 |              |              |  |
|  | Stéphanie Foretz Gacon | Stéphanie Foretz Gacon | Stéphanie Foretz Gacon | 5                 | 4           |  |  | Galina Voskoboeva | Galina Voskoboeva | Galina Voskoboeva | 6                 | 7                 |   |   |              |                 |                 |              |              |  |
|  |                        | Jelena Kostanić        | Jelena Kostanić        | 6                 | 7           |  |  | Jelena Kostanić   | Jelena Kostanić   | Jelena Kostanić   | 4                 | 62                |   |   |              |                 |                 |              |              |  |
|  | 8                      | Nastas'sja Jakimava    | Nastas'sja Jakimava    | 3                 | 65          |  |  |                   |                   |                   |                   |                   |   |   |              |                 |                 |              |              |  |